# Tapia (Ames)
Tapia (llamada oficialmente San Cristovo de Tapia) es una parroquia española del municipio de Ames, en la provincia de La Coruña, Galicia.

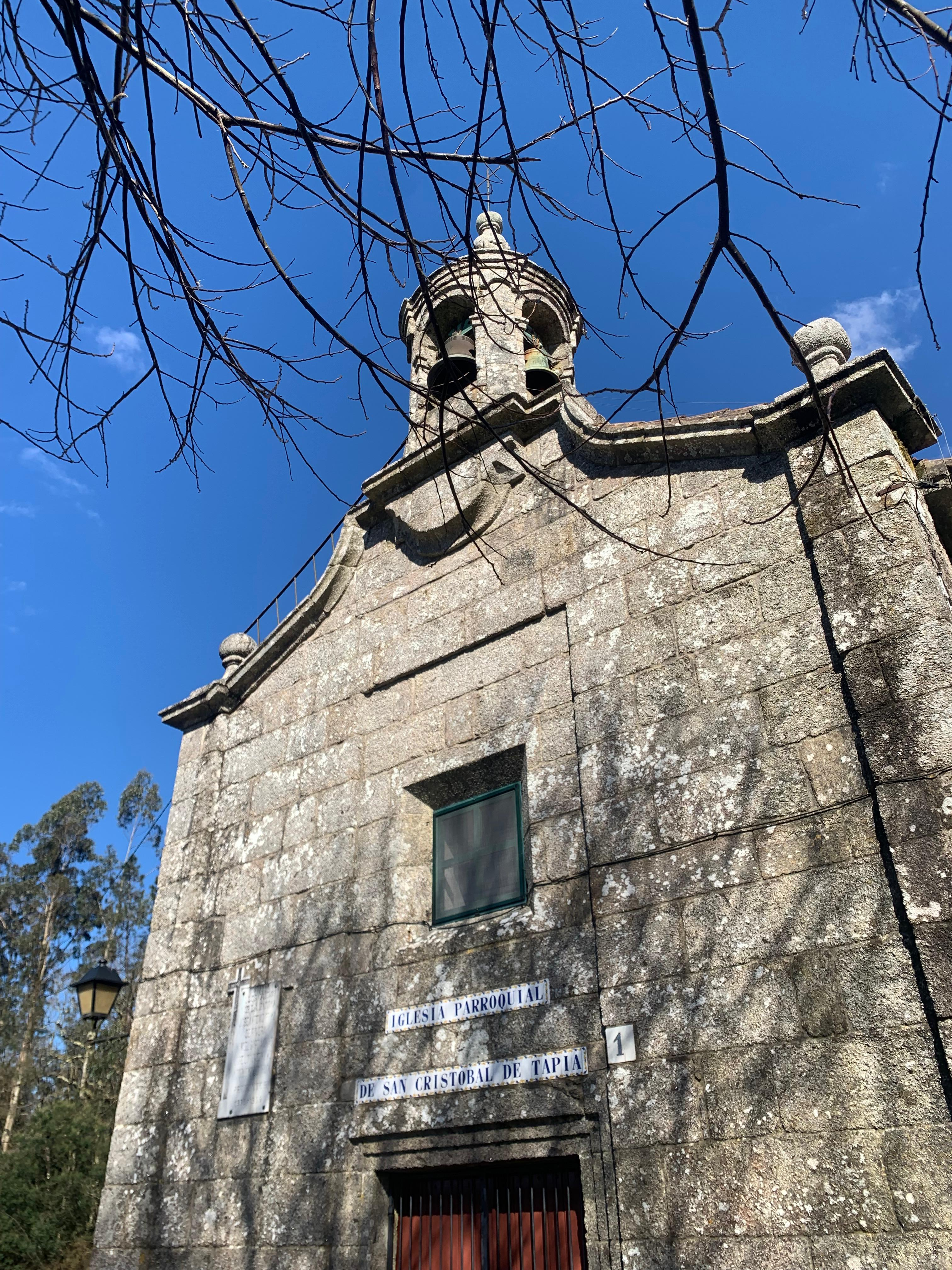
Iglesia de "San Cristovo de Tapia".

## Otras denominaciones
La parroquia también es conocida por el nombre de San Cristóbal de Tapia.

## Organización territorial
La parroquia está formada por tres entidades de población:
- Mámoa (A Mámoa)
- Frenza
- Vilouta

## Demografía

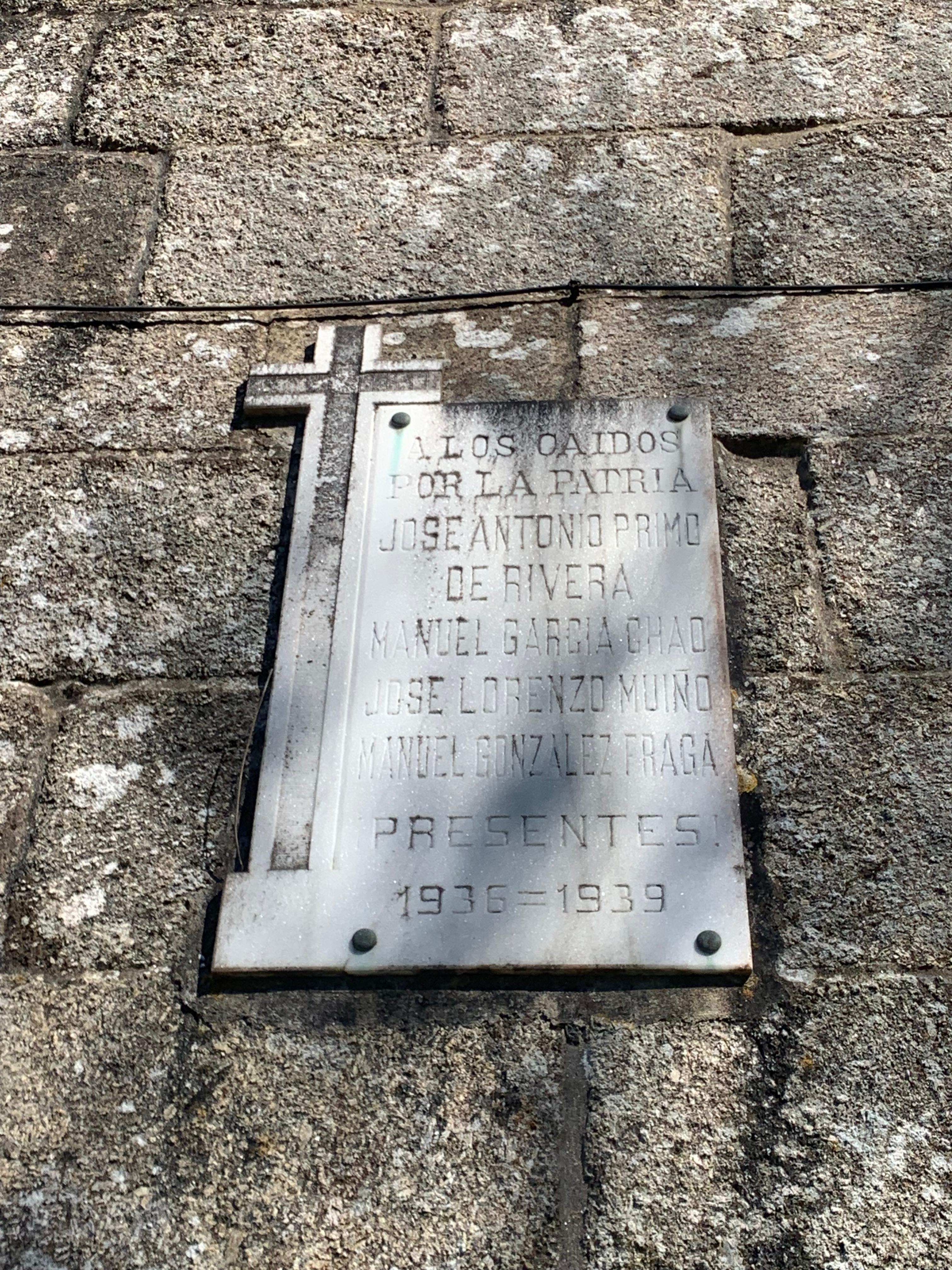
Detalle de una placa situada en la fachada principal de la Iglesia.

| Gráfica de evolución demográfica de Tapia entre 2000 y 2018 |
|                                                             |
| Datos según el nomenclátor publicado por el INE.            |